# شقران هليوني
شقران هليوني أو سُحام الهليون (الاسم العلمي:Puccinia asparagi) هو نوع من الفطريات يتبع جنس الشقران من الفصيلة الشقرانية.
هذا النوع من الشقران يتطفل على نبات الهليون.